# محمدرضا صولتی
محمدرضا صولتی (زادهٔ ۷ خرداد ۱۳۵۴) صداپیشه، مدیر دوبلاژ و بازیگر ایرانی است. او نخست برای صداپیشگی‌اش در باب‌اسفنجی شلوارمکعبی به شهرت رسید و از جمله کارهای شاخص او می‌توان به صداپیشگی جای شخصیت‌های باب‌اسفنجی، پاتریک ستاره و اختاپوس هشت‌پا در باب‌اسفنجی شلوارمکعبی، ماتر در ماشین‌ها، وودی در فرنچایز داستان اسباب‌بازی، سید در فرنچایز عصر یخبندان و... اشاره کرد. او هم‌اکنون در گروه‌های دوبلاژ آلفا مدیا، سورن، سام استودیو، آباندا و مهبانگ فعالیت می‌کند. صولتی همچنین در حرفهٔ بازیگری نیز فعال است و از نقش‌آفرینی‌های قابل‌توجه او، می‌توان به فیلم چشم‌وگوش‌بسته (۱۳۹۷) ، مجموعهٔ نمایش خانگی سیاوش (۱۳۹۹) و سریال ساخت ایران  اشاره کرد.

## صداپیشگی
صولتی فعالیت دوبله را از سال ۱۳۸۴ آغاز کرد. پس از مدتی به «انجمن گویندگان جوان» پیوست و به‌طور جدی گویندگی آثار انیمیشن را دنبال کرد.
صولتی از جمله گویندگانی است که قابلیت تیپ‌گویی دارد. او در فیلم پویانمایی داستان کوسه تیپ‌گویی سه شخصیت اصلی (لنی، ارنی، برنی) و چهار شخصیت فرعی را برعهده‌داشته همین‌طور در دوبلهٔ باب‌اسفنجی شلوارمکعبی گاه به‌جای هفت تا هشت شخصیت متفاوت، تیپ‌گویی کرده است. صداپیشگی شخصیت ماتر در پویانمایی‌های ماشین‌ها، ماشین‌ها ۲ و ماشین‌ها ۳ و همچنین شخصیت سید در سری پویانمایی‌های عصر یخبندان از جمله کارهای شاخص صولتی محسوب می‌شود. در برخی از قسمت‌های دیرین دیرین، او نیز به همراه محمدرضا علیمردانی دوبله کرده است. او در استودیوهای گلوری، سورن، مهبانگ، سام استودیو، آباندا، آلفا مدیا، پارسیان و ایران هنر گویندگی کرده و درحال حاضر در سورن، سام استودیو،کوالیما، مهبانگ، آباندا، آلفا مدیا و جادوی‌صدا در حال فعالیت است.

## فعالیت بازیگری
صولتی علاوه بر صداپیشگی در عرصهٔ بازیگری تئاتر، سینما و تلویزیون نیز حضورداشته و در آثاری همچون چشم‌وگوش بسته، تئاتر سگ‌دو و تله‌فیلم سفر سهراب و در مجموعه دیوار به دیوار و سیاوش همچنین در سال ۱۴۰۰ در سریال ساخت ایران ۳ به ایفای نقش پرداخته است.
| سال  | عنوان           | نوع               | کارگردان         | توضیحات        |
| ---- | --------------- | ----------------- | ---------------- | -------------- |
| ۱۴۰۴ | کنکل            | سریال نمایش خانگی | رامتین لوافی     | پخش از استارنت |
| ۱۴۰۳ | زخم کاری:مجازات | سریال نمایش خانگی | محمدحسین مهدویان | پخش از فیلیمو  |
| ۱۴۰۳ | غریبه           | سریال تلویزیونی   | سروش محمدزاده    | پخش از شبکه سه |
| ۱۴۰۲ | سوران           | سریال تلویزیونی   | سروش محمدزاده    | پخش از شبکه یک |
| ۱۴۰۲ | آسمان غرب       | سینمایی           | محمد عسگری       | پخش در سینما   |
| ۱۴۰۱ | خون‌سرد          | سریال نمایش خانگی | امیرحسین ترابی   | پخش از فیلم‌نت  |
| ۱۴۰۰ | ساخت ایران ۳    | سریال نمایش خانگی | بهمن گودرزی      | پخش از فیلیمو  |
| ۱۳۹۹ | سیاوش           | سریال نمایش خانگی | سروش محمدزاده    | پخش از نماوا   |
| ۱۳۹۷ | چشم و گوش بسته  | سینمایی           | فرزاد موتمن      | پخش در سینما   |
| ۱۳۹۶ | دیوار به دیوار  | سریال تلویزیونی   | سامان مقدم       | پخش از شبکه سه |
| -    | سفر سحراب       |                   |                  |                |
|      | هما و خواهران   |                   |                  |                |

## جوایز
- کسب تندیس بهترین بازیگر مرد در سی و چهارمین جشنواره تئاتر فجر برای بازی در نمایش‌های «تاریکی» و «تب سرد روی پیشانی داغ». (۱۳۹۴)[۱۲][۱۳][۱۴]
- تقدیر در رشتهٔ بهترین بازیگر مرد در سی و پنجمین جشنواره تئاتر فجر برای بازی در نمایش‌های «اکسیژن» و «یتیم‌خانهٔ فونیکس». (۱۳۹۵)[۱۵][۱۶][۱۷]

## آثار دوبله
| عنوان اثر                               | نقش                                                                           | توضیحات |
| --------------------------------------- | ----------------------------------------------------------------------------- | --- |
| جومانجی: به جنگل خوش آمدید              | نایجل                                                                         | دوبله شده در مؤسسه فرهنگی هنری سورن |
| اسمورف‌ها ۱ و ۲                          | گارگامل                                                                       | مدیر دوبلاژ مینا مؤمنی-دوبله شده در مؤسسه فرهنگی هنری سورن                                                                                |
| مینیون‌ها: ظهور گرو                      | ناکِس بی کس                                                                    | مدیر دوبلاژ علیرضا وارسته-دوبله شده در مؤسسه فرهنگی هنری سورن                                                                             |
| میراث وین                               | کمیسر اشتراسر                                                                 | مدیر دوبلاژ محمد خاوری-دوبله شده در سام استودیو پخش از نماوا                                                                              |
| ماجراجویی در پاریس                      | استاد فو، ژان‌ورن (خدمت‌کار کلوئی) و…                                           | مدیر دوبلاژ مینا مومنی-دوبله شده در استودیو سورن وی‌اچ‌اس پخش از نماوا                                                                      |
| تام و جری (فیلم ۲۰۲۱)                   | تام                                                                           | دوبله شده در مؤسسه فرهنگی هنری سورن |
| ماجرای تیگر                             | ایور، پیگلت، رابیت                                                            | دوبله شده در انجمن گویندگان جوان |
| ماجرای پیگلت                            | ایور، پیگلت، رابیت                                                            | دوبله شده در انجمن گویندگان جوان |
| ماجرای هِفالامپ                          | ایور، پیگلت، رابیت                                                            | دوبله شده در انجمن گویندگان جوان |
| تولد دوباره نژا                         | لی پیر-نقابدار                                                                | مدیر دوبلاژ در مؤسسه فرهنگی هنری سورن |
| ریک و مورتی                             | میسیکس                                                                        | دوبله شده در مؤسسه فرهنگی هنری سورن |
| ازدست‌رفته (مجموعه تلویزیونی ۲۰۱۴)       |                                                                               | دوبله شده در سام استودیو |
| لونی تونز                               | دافی داک، سیلوستر - در بعضی سری هابه عنوان یوسیمیت سم و فاگهورن لگهورن هم بود | |
| سوپرمن و لوئیس                          |                                                                               | مدیر دوبلاژ آیدین الماسیان-دوبله شده در مؤسسه فرهنگی هنری سورن                                                                            |
| ماشین‌ها                                 | ماتر (ماشین یدک‌کش) و…                                                         | مدیریت دوبلاژ دو قسمت اول در گلوری اینترتیمنت و مدیریت قسمت سوم در مؤسسه سورن                                                             |
| شیرشاه                                  | تیمون                                                                         | مدیر دوبلاژ |
| داستان اسباب‌بازی                        | وودی                                                                          | مدیریت دوبلاژ قسمت ۴ در مؤسسه سورن مدیریت دوبلاژ سه قسمت اول در انجمن گویندگان جوان (گلوری اینترتیمنت)                                    |
| عصر یخبندان ۲ و ۳ و ۴ و ۵ و ۶           | کراش و ادی، سید گلوری کراش و ادی و سید و باک سورن                             | انجمن گویندگان جوان (گلوری انترتینمنت)مدیر دوبلاژ: مهرداد رئیسی قسمت‌های ۲و۳و۴ مؤسسه فرهنگی هنری سورن مدیر دوبلاژ عرفان هنربخش قسمت های۵و۶ |
| انیمیشن باب اسفنجی                      | همه شخصیت‌های مذکر                                                             | مدیر دوبلاژ. تصویر دنیای هنر |
| جوکر (فیلم ۲۰۱۹)                        | جوکر                                                                          | دوبله شده در مؤسسه فرهنگی هنری سورن |
| زمانی برای مردن نیست                    | ارنست بلوفلد                                                                  | دوبله شده در مؤسسه فرهنگ هنری سورن |
| هرج‌ومرج فضایی: میراثی جدید              | ال جی ریتم و سیلوستر                                                          | به مدیریت علیرضا وارسته دوبله شده در مؤسسه فرهنگی هنری سورن                                                                               |
| شش ابر قهرمان                           | پلیس و واسابی                                                                 | در مؤسسه پارسیان مشهد |
| تک‌تیرانداز: شبح تیرانداز                |                                                                               | دوبله شده در مؤسسه فرهنگی سورن |
| تام و جری در دیدار با شرلوک هلمز        | شرلوک هلمز                                                                    | مدیر دوبلاژ |
| بتمن شجاع و جسور                        | گربه وحشی، آقای شبح                                                           | |
| شیرین‌کاری کاراگاه گجت                   | کاراگاه گجت                                                                   | |
| بتمن علیه دراکولا                       | جوکر و پنگوئن                                                                 | در دوبله گلوری اینترتیمنت و سام استودیو                                                                                                   |
| تیمون و پومبا                           | تیمون                                                                         | مدیر دوبلاژ |
| فینیس و فرب                             | دافن اشمیتیز                                                                  | |
| بتمن (انیمیشن سریالی)                   | جوکر و پنگوئن                                                                 | |
| سوپرگرل (مجموعه تلویزیونی ۲۰۱۵)         |                                                                               | دوبله شده در مؤسسه فرهنگی هنری سورن |
| بتمن: مجموعه پویانمایی                  | جوکر و پنگوئن                                                                 | |
| شیطان تمام‌وقت (فیلم)                    |                                                                               | دوبله شده در مؤسسه فرهنگی هنری سورن |
| هکر (فیلم ۲۰۱۶)                         |                                                                               | مدیر دوبلاژ |
| مولان                                   | موشو                                                                          | |
| پسر جهنمی (فیلم ۲۰۱۹)                   |                                                                               | مدیر دوبلاژ |
| شور شیرین                               | کاک خسرو                                                                      | |
| اسکوب                                   | اسکوبی دوو                                                                    | دوبله شده در مؤسسه فرهنگی هنری سورن |
| سریال کپچر                              |                                                                               | |
| گرینچ (فیلم)                            | شخصیت گرینچ                                                                   | دوبله شده در مؤسسه فرهنگی هنری سورن |
| شکافته (فیلم ۲۰۱۶)                      |                                                                               | مدیر دوبلاژ (دوبله شده در مؤسسه فرهنگی هنری سورن)                                                                                         |
| دالتون‌ها                                | جو                                                                            | |
| دولیتل (فیلم)                           | شخصیت دولیتل                                                                  | مدیر دوبلاژ در دوبلهٔ مؤسسه فرهنگی هنری سورن                                                                                               |
| عملیات آجیلی ۱ و۲                       | سرلی(surly)                                                                   | مدیر دوبلاژ |
| انیمیشن میرزا بلد                       | میرزا بلد و…                                                                  | مدیر دوبلاژ |
| لاک‌پشت‌های نینجای نوجوان جهش‌یافته (۲۰۰۷) | رافائل                                                                        | مدیر دوبلاژ. دوبله شده در انجمن گویندگان جوان برای پخش در شبکه تهران و شبکه نمایش خانگی                                                   |
| نژا (فیلم ۲۰۱۹)                         |                                                                               | مدیر دوبلاژ |
| منک                                     |                                                                               | |
| انولا هولمز (فیلم)                      |                                                                               | |
| نفرین شده (سریال تلویریونی)             |                                                                               | |
| فورکی سؤال می‌پرسد                       |                                                                               | مدیر دوبلاژ در مؤسسه فرهنگی هنری سورن |
| ۲۱ پل                                   |                                                                               | |
| تندر (توربو)                            |                                                                               | دوبله شده در مؤسسه فرهنگی هنری سورن |
| استکهلم (فیلم ۲۰۱۸)                     |                                                                               | مدیر دوبلاژ (دوبله شده در سام استودیو) |
| شمشیر غریبه                             | لو لانگ                                                                       | دوبله شده در گروه دوبلاژ آباندا |
| پیاده‌روی طولانی بیلی لین بین دو نیمه    |                                                                               | (دوبله شده در مؤسسه فرهنگی هنری سورن) |
| تولد یک اژدها                           |                                                                               | مدیر دوبلاژ |
| کوکو (فیلم ۲۰۱۷)                        | هکتور و…                                                                      | مدیر دوبلاژ (دوبله شده در مؤسسه فرهنگی هنری سورن)                                                                                         |
| آدم‌کش (فیلم ۲۰۱۵)                       |                                                                               | مدیر دوبلاژ |
| جانوران شگفت‌انگیز و زیستگاه آن‌ها (فیلم) |                                                                               | دوبله شده در مؤسسه فرهنگی هنری سورن |
| باب اسفنجی: اسفنج در حال فرار ۲۰۲۰      | باب‌اسفنجی شلوارمکعبی، آقای خرچنگ، پاتریک، اختاپوس و…                          | مدیریت دوبلاژ در مؤسسه فرهنگی سورن |
| کندو (مجموعه تلویزیونی)                 | پدر خانواده و عنکبوتِ پستچی                                                    | پخش از شبکه کودک |
| بینوایان (مینی‌سریال ۲۰۱۸)               | تناردیه و…                                                                    | پخش از نماوا (دوبله شده در گروه دوبلاژ آباندا)                                                                                            |
| میچل‌ها دربرابر ماشین‌ها                  | دو ربات                                                                       | پخش از نماوا |
| فیلم باب‌اسفنجی شلوار مکعبی ۲۰۰۴         | پاتریک، بختاپوس، آقای خرچنگ                                                   | دوبله گلوری انترنیمنت |
| قهرمان کوچک                             | اسکوییکی، توپ بیسبال                                                          | دوبله گلوری انترنیمنت |
| آواز (فیلم ۲۰۱۶)                        | لنس                                                                           | دوبله سورن |
| آلوین و سنجاب‌ها ۳                       | آلوین، دِیو                                                                    | دوبله گلوری اینترتیمنت |
| دیرین دیرین                             | برخی از کاراکترها                                                             | |
| شرک ۱/۵ و ۳ و ۴                         | به ترتیب؛ لرد فارکواد،شخصیت‌های فرعی، وروره جادو                               | دوبله شده در گلوری انترنیمنت - مدیر دوبلاژ مهرداد رئیسی                                                                                   |
| شازده کوچولو (فیلم ۲۰۱۵)                | راوی داستان و خلبان                                                           | مدیر دوبلاژ مینا مومنی-دوبله شده در مؤسسه فرهنگی هنری سورن                                                                                |
| افسون (فیلم ۲۰۲۱)                       | آگوستین                                                                       | مدیر دوبلاژ مینا مومنی-دوبله شده در مؤسسه فرهنگی هنری سورن                                                                                |
| من نفرت انگیز ۴                         | گرو                                                                           | دوبله شده در استودیو آلفا مدیا |
| برادران سوپر ماریو                      | ماریو، پادشاه پنگوئن ها، قارچ های نگهبان، ژنرال کوپا                          | دوبله شده در استودیو آلفا مدیا |
| پری دریایی کوچولو                       | سباستین                                                                       | دوبله شده در استودیو آلفا مدیا |
| نجات بیکینی باتم: فیلم سندی چیکس        | باب اسفنجی، آقای خرچنگ، پاتریک، بختاپوس، پلانکتون                             | مدیر دوبلاژ محمدرضا صولتی - دوبله شده در موسسه فرهنگی هنری سورن                                                                           |
| مهاجرت                                  | عمو دن                                                                        | دوبله شده در استودیو آلفا مدیا |
| درون و بیرون ۲                          | ترس، کیفولی                                                                   | دوبله شده در استودیو آلفا مدیا |
| ربات وحشی                               | فینک                                                                          | دوبله شده در استودیو آلفا مدیا |
| اوراین و تاریکی                         | اوراین بزرگسال، بی خوابی                                                      | دوبله شده در استودیو آلفا مدیا |
| پلانکتون: فیلم                          | پلانکتون، باب اسفنجی، پاتریک، آقای خرچنگ، بختاپوس                             | مدیر دوبلاژ محمدرضا صولتی - دوبله شده در موسسه فرهنگی هنری سورن                                                                           |
| تبدیل شوندگان یک                        | استاراسکریم                                                                   | مدیر دوبلاژ ناصر محمدی - دوبله شده در موسسه فرهنگی هنری سورن                                                                              |
| سونیک خارپشت ۳                          | دکتر اگمن(ایوو روباتنیک)،جرالد روباتنیک                                       | مدیر دوبلاژ ناصر محمدی-دوبله شده در موسسه فرهنگی هنری سورن                                                                                |
| طلسم شدگان                              | شیطان                                                                         | مدیر دوبلاژ علیرضا وارسته-دوبله شده در موسسه فرهنگی هنری سورن                                                                             |
| ماینکرافت                               | استیو                                                                         | مدیر دوبلاژ امیرحسین صفایی-دوبله شده در استودیو آلفا مدیا                                                                                 |